# Heartbreaker (album av Dolly Parton)
Heartbreaker är ett studioalbum av Dolly Parton. Det släpptes strax efter pop-crossoveralbumet Here You Come Again 1977, och Heartbreaker skapades också som ett album främst riktat till poplistorna, med flera låtar åt discohållet. Titelspåret, en ballad skriven av Carole Bayer Sager, toppade USA:s countrylistor, och blev Dolly Partons tredje 40-i-topphit inom pop, medan den följande singeln var den dubbla A-sidan "Baby I'm Burnin"/"I Really Got the Feeling", där målet med "Baby I'm Burnin'" var att få speltid inom pop, och "I Really Got the Feeling" för country. Detta koncept, som tidigare fungerat från albumet Here You Come Again med den dubbla A-sidan "Two Doors Down"/"It's All Wrong, but It's All Right"), nådde återigen framgångar, och singeln toppade countrylistorna och nådde topplaceringen #25 på poplistorna.
Albumomslaget designades av den grafiske konstnären Ed Caraeff, som också designat albumomslaget för Here You Come Again.

## Låtlista
1. I Really Got the Feeling
2. It's Too Late to Love Me Now
3. We're Through Forever ('til Tomorrow)
4. Sure Thing
5. With You Gone
6. Baby I'm Burning
7. Nickles and Dimes
8. The Man
9. Heartbreaker
10. I Wanna Fall in Love

## Medverkande
- Dolly Parton – sång, gitarr
- David Wolfert – gitarr
- Dean Parks – guitar
- Jeff Baxter – gitarr
- Al Perkins – pedal steel guitar
- David Hungate – bas
- Paulinho Da Costa – trummor, congas
- Gregg Perry – piano
- David Foster – piano
- Michael Omartian – piano
- David Paich – piano
- Mac Rebennack - piano
- Bill Reichenbach – trombon
- Background vocals – Anita Ball, Jim Gilstrap, Augie Johnson, Myrna Matthews, Stephanie Spruill, Angela Winbush, Richard Dennison (sångduett i "We're Through forever 'til Tomorrow")
- Nick DeCaro – arrangemang
- Jerry Hey – Valthornsarrangemang